# Luciano Vietto
Luciano Darío Vietto (* 5. prosince 1993) je argentinský fotbalista, který hraje jako útočník za argentinský Racing Club. Mimo Argentinu na klubové úrovni hrál ve Španělsku (Villarreal, Atlético Madrid, Sevilla a Valencie), Anglii (Fulham), Portugalsku (Sporting) a Saúdské Arábii (Al Hilal, Aš-Šabab a Al-Qadisiyah). Je bývalým mládežnickým reprezentantem Argentiny, hrál za reprezentaci do 20 let.

## Reprezentační kariéra
Dne 9. ledna 2013 Vietto debutoval za argentinskou reprezentaci do 20 let proti Chile na kontinentálním mistrovství. Svůj první gól vstřelil o čtyři dny později, proti Paraguayi. Turnaj zakončil se 2 góly ve 4 zápasech.

## Osobní život
Vietto je bratrem fotbalisty Federica Vietta.

## Úspěchy

### Klubové
Atlético Madrid
Finalista Ligy mistrů UEFA2015/16
Sporting
- Primeira Liga: 2020/21

Al Hilal
- Saudi Pro League: 2020/21
- Saúdský pohár: 2019/20, 2022/23
- Saúdský superpohár: 2021
- Finalista mistrovství světa klubů: 2022

Al-Qadisiyah
- Saudi First Division: 2023/24

Racing Club
- Copa Sudamericana: 2024
- Recopa Sudamericana: 2025

### Individuální
- Hráč měsíce La Ligy: prosinec 2014
- Nejvíce asistencí v Evropské lize UEFA: 2014/15
- Bronzový míč Adidas z mistrovství světa klubů: 2022